# 서울교통공사 3000호대 초퍼제어 전동차
서울교통공사 3000호대 초퍼제어 전동차는 서울 지하철 3호선, 서울 지하철 4호선 개통과 함께 도입된 서울교통공사의 통근형 전동차다. 현재 모든 편성이 퇴역하였다.

## 개요
본래 이 차량은 1984년~1985년 서울 지하철 3호선, 서울 지하철 4호선 개통과 함께 운행을 시작했다. 서울 지하철 4호선에서 운행한 전동차는 1994년 4월 1일 과천선, 안산선 직결 운행과 함께 수도권 전철 4호선 운행 계통이 성립하면서 교직류 양용의 서울교통공사 4000호대 VVVF 전동차가 투입되면서 퇴역했다가, 서울 지하철 2호선의 차량 증비분으로 이적했다.

## 과거 편성
편성은 팬터그래프와 주변압기, 제어기기, 전동기가 탑재된 M'차, 제어기기와 전동기만이 탑재된 M차, 그리고 보조전원장치와 공기압축기, 축전지, 제어실 등을 갖춘 Tc차와 제어실이 없는 T1, 그리고 아무 기기도 탑재되지 않는 T차로 구성됐다.

### 10량 편성
|        |                 | ◇◇              |                 | ◇◇              |                 |                 |                 | ◇◇              |        |  |
| 30XX   | 31XX            | 32XX            | 33XX            | 34XX            | 35XX            | 36XX            | 37XX            | 38XX            | 39XX   |  |
| Tc     | M               | M'              | M               | M'              | T               | T1              | M               | M'              | Tc     |  |
| ← 오금 | ※XX는 편성 번호 | ※XX는 편성 번호 | ※XX는 편성 번호 | ※XX는 편성 번호 | ※XX는 편성 번호 | ※XX는 편성 번호 | ※XX는 편성 번호 | ※XX는 편성 번호 | 대화 → |  |

| 객차번호 | 설치된 전장품              |
| -------- | -------------------------- |
| 30XX     | Tc(무동력객차)             |
| 31XX     | M(MG, 공기압축기, 축전지)  |
| 32XX     | M'(팬터그래프, 제어장치)   |
| 33XX     | M(SIV, 공기압축기, 축전지) |
| 34XX     | M'(팬터그래프, 제어장치)   |
| 35XX     | T1(무동력객차)             |
| 36XX     | T(무동력객차)              |
| 37XX     | M(MG, 공기압축기, 축전지)  |
| 38XX     | M'(팬터그래프, 제어장치)   |
| 39XX     | Tc(무동력객차)             |

### 6량 편성
| 객차번호  | 설치된 전장품                                                    |
| --------- | ---------------------------------------------------------------- |
| 30XX/40XX | Tc(무동력객차)                                                   |
| 32ZZ/42XX | M(주제어기, 공기압축기, 축전지, 견인전동기(TM))                  |
| 35ZZ/45XX | M'(팬터그래프, 주변압기, 주정류기, 보조전원장치, 견인전동기(TM)) |
| 32WW/42YY | M(주제어기, 공기압축기, 축전지, 견인전동기(TM))                  |
| 35WW/45YY | M'(팬터그래프, 주변압기, 주정류기, 보조전원장치, 견인전동기(TM)) |
| 30YY/40YY | Tc(무동력객차)                                                   |

## 도입 역사

### 1차 도입분 (1984년~1985년)
- 316~340편성(변경 후 316~333, 336~340, 276~277편성) (총 6량 25편성) - 1984년 도입

1985년 서울 지하철 3호선 개통과 함께 도입되었다. 1985년 3호선 6량 25개 편성이 반입되었다.
3호선 차량의 경우, 2호선 GEC쵸퍼 차량이 당시 3000번대로 도입되어서, 첫째로 301편성이 331~332의 차호 구성으로 도입되었다. 반면 4호선은 차호 중복 문제가 없었으므로 반입 당시 401~402의 구성으로 반입되었다.

### 2차 도입분 (1990년10월~1992년4월)
- 341~347편성(변경 후 278~284편성) (총 6량 7편성) - 1991년 도입
- 342~347편성(변경 후 279~284편성) (10량 증결분, 총 4량 6편성) - 1992년 도입

1991년 서울 지하철 3호선 증차와 함께 6량 7개 편성이 도입되었다. 이후 1992년 5월부터 6월까지 6개 편성 10량화와 함께 부수차 24량을 추가 도입하여 10량으로 증결하였다. 이후 3호선은 6량 26개 편성과 10량 6개 편성 등이 운행되었다.

### 3차 도입분 (1993년)
- 323, 328~329, 336, 338~340편성 (10량 증결분, 총 2량 7편성)

서울 지하철 3호선 10량 증결과 함께 부수차 24량이 도입되어 그 중 10량은 서울 지하철 2호선 276~278편성에 10량으로 증결되었고, 나머지 14량은 서울 지하철 3호선 323, 328~329, 336, 338~340편성에 10량 증결되었다. 이후 1994년까지 전 편성이 10량 26개 편성으로 증결되어 운행되었다.

### 3~4호선 차량의 2~3호선 이적 (1993년~1995년)
1994년 4월 1일 수도권 전철 4호선의 운행 계통이 성립되면서 서울교통공사 4000호대 VVVF 전동차, 한국철도공사 341000호대 전동차가 도입되면서 기존 4호선에서 운행한 GEC쵸퍼 전동차가 2~3호선으로 이적되었다.
1993년 4호선에 VVVF 451~468편성 도입과 함께 4호선 416~427편성이 3호선으로 이적하였다. 416~423편성의 경우, 동력차는 316~333, 336~340편성으로 편입되고 Tc차 16량은 316~318, 320, 322, 327, 332~333편성의 무동력차로 개조되어 편성이 소멸되었고, 424~427편성은 341~344편성으로 차호가 변경되었다. 이후 1994년 VVVF 410~426, 464~471편성 도입과 함께 401~415편성이 3호선으로 이적되어 301~315편성으로 차호가 변경되었다.
1993년부터 1994년까지 3호선 339~347편성과 4호선 428~435편성이 2호선으로 이적되면서 초기엔 도색 변경 없이 그대로 운행 하다가 노선 혼동을 막기 위하여 추후에 노선 색상에 걸맞게 도색을 초록색으로 변경과 동시에 276~292편성으로 차호가 변경되었고, 1995년 4호선 436~441편성은 3호선으로 이적되면서 현 334~335, 345~348편성으로 차호가 변경되었다. 이와 함께 차적정리가 끝나면서 1993년부터 1995년까지 3호선 9개 편성, 4호선 41개 편성 등의 이적은 마무리되었다.
한편 서울 지하철 3호선 수서역 연장 개통 초기엔 451, 456~463편성이 3호선에서 운행하였으나, 4호선 전동차 효율적 관리와 VVVF 차량 추가 도입과 함께 3호선에서 운행한 서울교통공사 4000호대 VVVF 전동차들을 4호선으로 이적하고, 대신 4호선에 남은 GEC쵸퍼 전동차들을 3호선으로 이적하여 수서역 연장 개통 증차분으로 사용되었다.

### 개조분 (2010년)
- 지축차량사업소 소속: 316~320편성 (총 5편성)
- 수서차량사업소 소속: 341~344편성 (총 4편성)

1984년~1985년에 6량짜리로 도입된 1차분이 전부 내구연한 만료로 폐차되면서 1990년~1993년에 도입된 증차분 4량 객차들이 방치되게 되었다. 이에 서울메트로는 남은 칸 중 M칸 6칸과 T칸 4칸을 짝지어서 한 편성으로 재조합했다. 이 과정에서 무동력 객차인 T칸을 운전실칸인 Tc칸으로 개조했는데, 노약자석 부분을 전부 잘라버리고 운전실로 새로 제작하여 서울교통공사 1000호대 VVVF 전동차, 서울교통공사 4000호대 VVVF 전동차 등의 모델에 기초한 전두부로 개조했다. 현대로템 창원공장에서 개조되어, 2010년부터 운행에 투입됐다. 2021년~2022년에 모두 내구 연한 만료로 모두 퇴역했다.

## 현황

### 1차분
| 차호        | 도입 시기 | 운행 중단 시기 | 비고                                                |
| ----------- | --------- | -------------- | --------------------------------------------------- |
| 구 301 편성 | 1984년    | 2009년         | 구 401~415편성에서 개번되었다.                      |
| 구 302 편성 | 1984년    | 2009년         | 구 401~415편성에서 개번되었다.                      |
| 구 303 편성 | 1984년    | 2009년         | 구 401~415편성에서 개번되었다.                      |
| 구 304 편성 | 1984년    | 2009년         | 구 401~415편성에서 개번되었다.                      |
| 구 305 편성 | 1984년    | 2009년         | 구 401~415편성에서 개번되었다.                      |
| 구 306 편성 | 1984년    | 2009년         | 구 401~415편성에서 개번되었다.                      |
| 구 307 편성 | 1984년    | 2009년         | 구 401~415편성에서 개번되었다.                      |
| 구 308 편성 | 1984년    | 2009년         | 구 401~415편성에서 개번되었다.                      |
| 구 309 편성 | 1984년    | 2009년         | 구 401~415편성에서 개번되었다.                      |
| 구 310 편성 | 1984년    | 2009년         | 구 401~415편성에서 개번되었다.                      |
| 구 311 편성 | 1984년    | 2009년         | 구 401~415편성에서 개번되었다.                      |
| 구 312 편성 | 1984년    | 2009년         | 구 401~415편성에서 개번되었다.                      |
| 구 313 편성 | 1984년    | 2009년         | 구 401~415편성에서 개번되었다.                      |
| 구 314 편성 | 1984년    | 2009년         | 구 401~415편성에서 개번되었다.                      |
| 구 315 편성 | 1985년    | 2009년         | 구 401~415편성에서 개번되었다.                      |
| 구 316 편성 | 1985년    | 2010년         | 첫째로 316~338편성과 구 416~423편성에서 개번되었다. |
| 구 317 편성 | 1985년    | 2010년         | 첫째로 316~338편성과 구 416~423편성에서 개번되었다. |
| 구 318 편성 | 1985년    | 2010년         | 첫째로 316~338편성과 구 416~423편성에서 개번되었다. |
| 구 319 편성 | 1985년    | 2010년         | 첫째로 316~338편성과 구 416~423편성에서 개번되었다. |
| 구 320 편성 | 1985년    | 2010년         | 첫째로 316~338편성과 구 416~423편성에서 개번되었다. |
| 구 321 편성 | 1985년    | 2009년         | 첫째로 316~338편성과 구 416~423편성에서 개번되었다. |
| 구 322 편성 | 1985년    | 2009년         | 첫째로 316~338편성과 구 416~423편성에서 개번되었다. |
| 구 323 편성 | 1985년    | 2009년         | 첫째로 316~338편성과 구 416~423편성에서 개번되었다. |
| 구 324 편성 | 1985년    | 2009년         | 첫째로 316~338편성과 구 416~423편성에서 개번되었다. |
| 구 325 편성 | 1985년    | 2009년         | 첫째로 316~338편성과 구 416~423편성에서 개번되었다. |
| 구 326 편성 | 1985년    | 2009년         | 첫째로 316~338편성과 구 416~423편성에서 개번되었다. |
| 구 327 편성 | 1985년    | 2009년         | 첫째로 316~338편성과 구 416~423편성에서 개번되었다. |
| 구 328 편성 | 1985년    | 2009년         | 첫째로 316~338편성과 구 416~423편성에서 개번되었다. |
| 구 329 편성 | 1985년    | 2009년         | 첫째로 316~338편성과 구 416~423편성에서 개번되었다. |
| 구 330 편성 | 1985년    | 2009년         | 첫째로 316~338편성과 구 416~423편성에서 개번되었다. |
| 구 331 편성 | 1985년    | 2009년         | 첫째로 316~338편성과 구 416~423편성에서 개번되었다. |
| 구 332 편성 | 1985년    | 2009년         | 첫째로 316~338편성과 구 416~423편성에서 개번되었다. |
| 구 333 편성 | 1985년    | 2009년         | 첫째로 316~338편성과 구 416~423편성에서 개번되었다. |
| 구 336 편성 | 1985년    | 2010년         | 첫째로 316~338편성과 구 416~423편성에서 개번되었다. |
| 구 337 편성 | 1985년    | 2010년         | 첫째로 316~338편성과 구 416~423편성에서 개번되었다. |
| 구 338 편성 | 1985년    | 2010년         | 첫째로 316~338편성과 구 416~423편성에서 개번되었다. |
| 구 339 편성 | 1985년    | 2010년         | 첫째로 316~338편성과 구 416~423편성에서 개번되었다. |
| 구 340 편성 | 1985년    | 2010년         | 첫째로 316~338편성과 구 416~423편성에서 개번되었다. |
| 구 341 편성 | 1985년    | 2010년         | 구 424~427편성에서 개번되었다.                      |
| 구 342 편성 | 1985년    | 2010년         | 구 424~427편성에서 개번되었다.                      |
| 구 343 편성 | 1985년    | 2010년         | 구 424~427편성에서 개번되었다.                      |
| 구 344 편성 | 1985년    | 2010년         | 구 424~427편성에서 개번되었다.                      |

### 2차분
| 차호        | 도입 시기 | 운행 중단 시기 | 비고                                                           |
| ----------- | --------- | -------------- | -------------------------------------------------------------- |
| 구 334 편성 | 1990년    | 2022년         | 436~441편성에서 개번되었다. 3035호가 한 민간인에게 매각되었다. |
| 구 335 편성 | 1990년    | 2022년         | 436~441편성에서 개번되었다. 3035호가 한 민간인에게 매각되었다. |
| 구 345 편성 | 1990년    | 2022년         | 436~441편성에서 개번되었다. 3035호가 한 민간인에게 매각되었다. |
| 구 346 편성 | 1990년    | 2022년         | 436~441편성에서 개번되었다. 3035호가 한 민간인에게 매각되었다. |
| 구 347 편성 | 1990년    | 2022년         | 436~441편성에서 개번되었다. 3035호가 한 민간인에게 매각되었다. |
| 구 348 편성 | 1990년    | 2022년         | 436~441편성에서 개번되었다. 3035호가 한 민간인에게 매각되었다. |

### 개조분
| 차호        | 도입 시기 | 개조 시기 | 운행 중단 시기 | 비고 |
| ----------- | --------- | --------- | -------------- | ---- |
| 구 316 편성 | 1992년    | 2010년    | 2021년         |      |
| 구 317 편성 | 1992년    | 2010년    | 2021년         |      |
| 구 318 편성 | 1993년    | 2010년    | 2021년         |      |
| 구 319 편성 | 1993년    | 2010년    | 2022년         |      |
| 구 320 편성 | 1993년    | 2010년    | 2022년         |      |
| 구 341 편성 | 1993년    | 2010년    | 2022년         |      |
| 구 342 편성 | 1993년    | 2010년    | 2022년         |      |
| 구 343 편성 | 1993년    | 2010년    | 2022년         |      |
| 구 344 편성 | 1993년    | 2010년    | 2022년         |      |

## 특이 사항

### 선두부, 차체
중앙부에 경사로식 비상문이 설치된 형태의 선두형상에 차체 중심을 낮춘 하부 광폭형의 차체를 최초로 도입하여 주행안정성을 확보하고 있는 것이 특징이다. 광폭형이므로 출입문이 약간 기울어졌다.

### CRT 모니터설치
2002 한일 월드컵 당시 엠튜브의 방송을 내 보낸 CRT 모니터가 설치됐다. 객차 1량 당 2개씩 CRT 모니터가 설치되었으며, 화면 아래엔 역 번호, 한글 역명, 영어 역명, 한자 역명, 설명 등이 자막으로 표시됐다.

### 내장재 교체 사업
2003년 대구 지하철 화재 참사를 계기로 강화된 철도 차량의 내연기준으로 인해 2005년까지 내구 연한이 충분한 1985년 도입분 차량도 내장재 교체가 완료됐다. (다만, 1984년 제작분도 1985년에 반입됐거나, 1985년 제작분까지 포함하여 내장재 교체를 받았다.) 교체 사업은 흥일기업, 로윈이 참여했다. 전체적으로 노선 색에 맞추어 교체된 것이 특징이고, 무광택 스테인리스 시트를 채용했다. 단, 사업 추진 기간 중 5년 내 폐차 계획이 수립된 노후 전동차는 대상에서 제외됐으며, 그 대신 객실 좌석 시트에 한해서 난연재의 개별 좌석으로 교체됐고, 화재경보기와 객실 비상 통화 장치 등이 보강됐다.

### 행선지 표시기 개조
319~320, 334~335, 345~348편성의 행선 표시기가 롤지 방식에서 LED 방식으로 교체됐으며, 345편성은 열번안내기 또한 LED로 교체됐다. (이 중 319~320편성은 2010년에 운행을 퇴역했다.)

### 선두차화 개조
2009년부터 2010년까지 전동차의 법정 내구 연한 도래와 함께 폐차되고 남은 편성의 2량 혹은 4량을 모두 운전실로 개조하여 사용됐다. 총 9개 편성 316~320, 341~344편성이 개조됐다. 그러나 일부 내구 연한이 남는 동력차 2량, 무동력차 30량 등은 편성 조합을 하지 못해 대량으로 고철 매각됐다.

### 소음기 설치
또한 도입 초기엔 제동완해음이 워낙에 커서 승객들이 이 차를 타는 것을 기피한 경우가 있으나 2005년에 소음기가 장착됐다.

## 사진

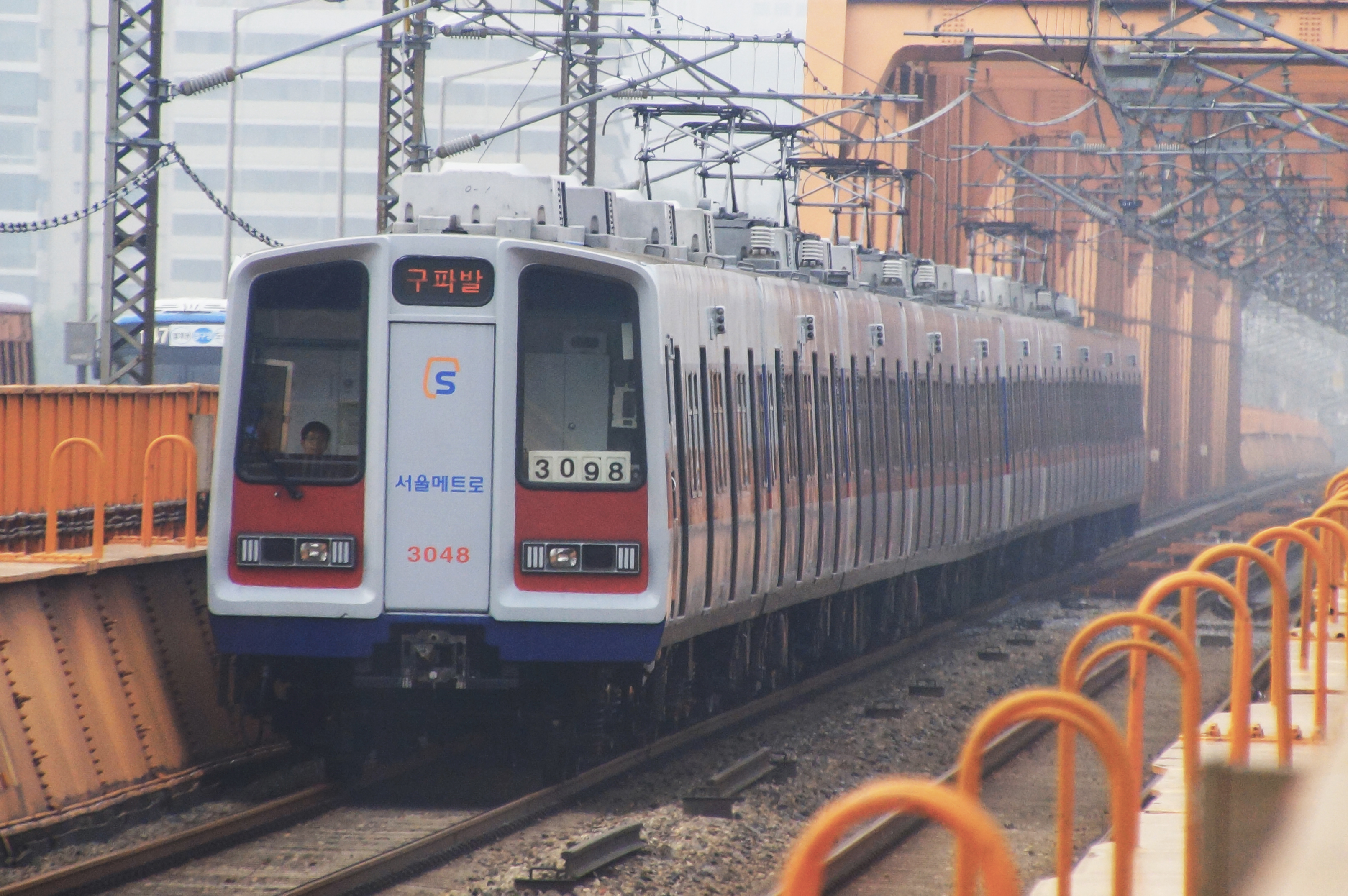
구 348편성 폐차
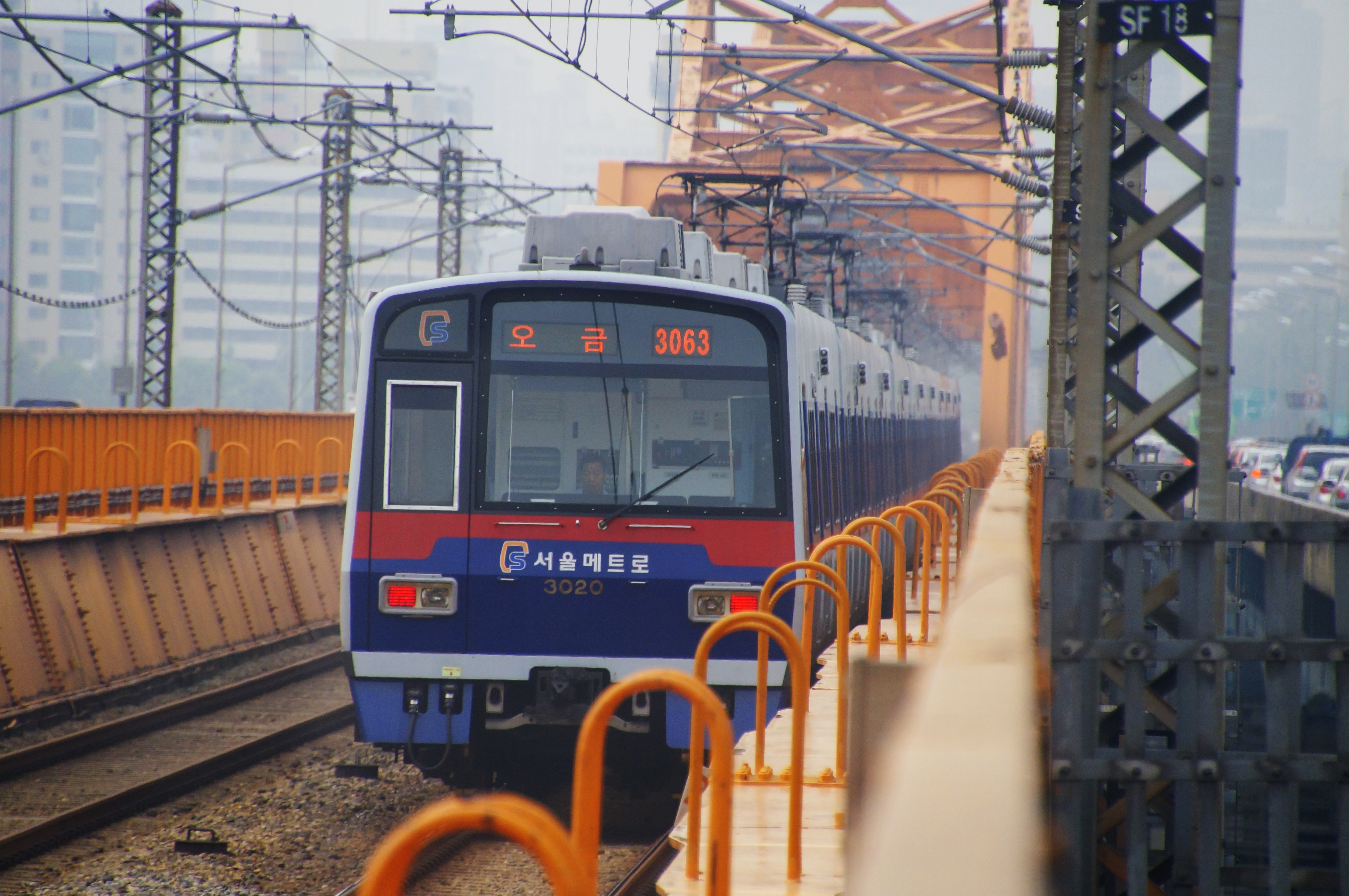
구 320편성 폐차
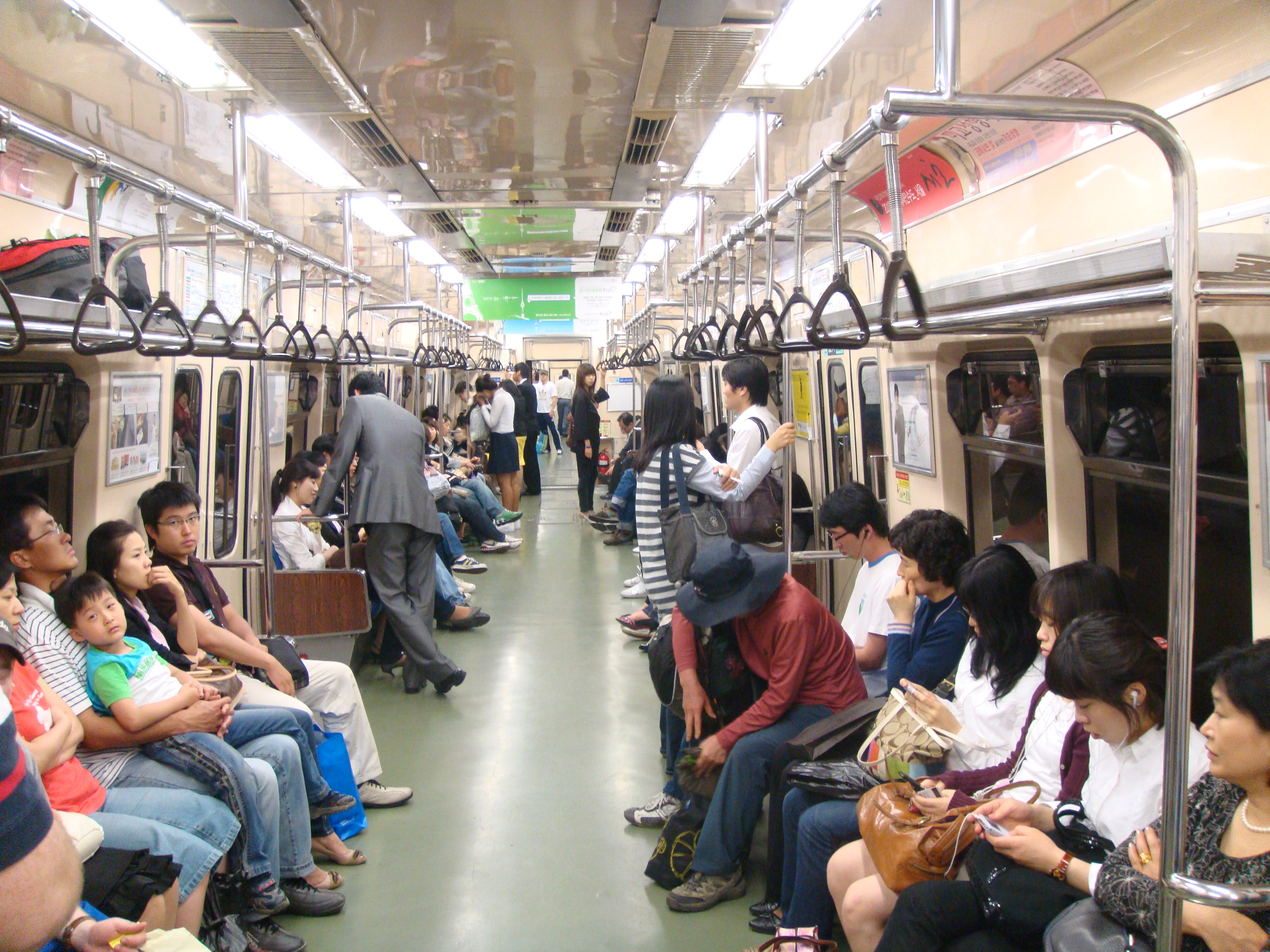
불연재 개조 전 내부
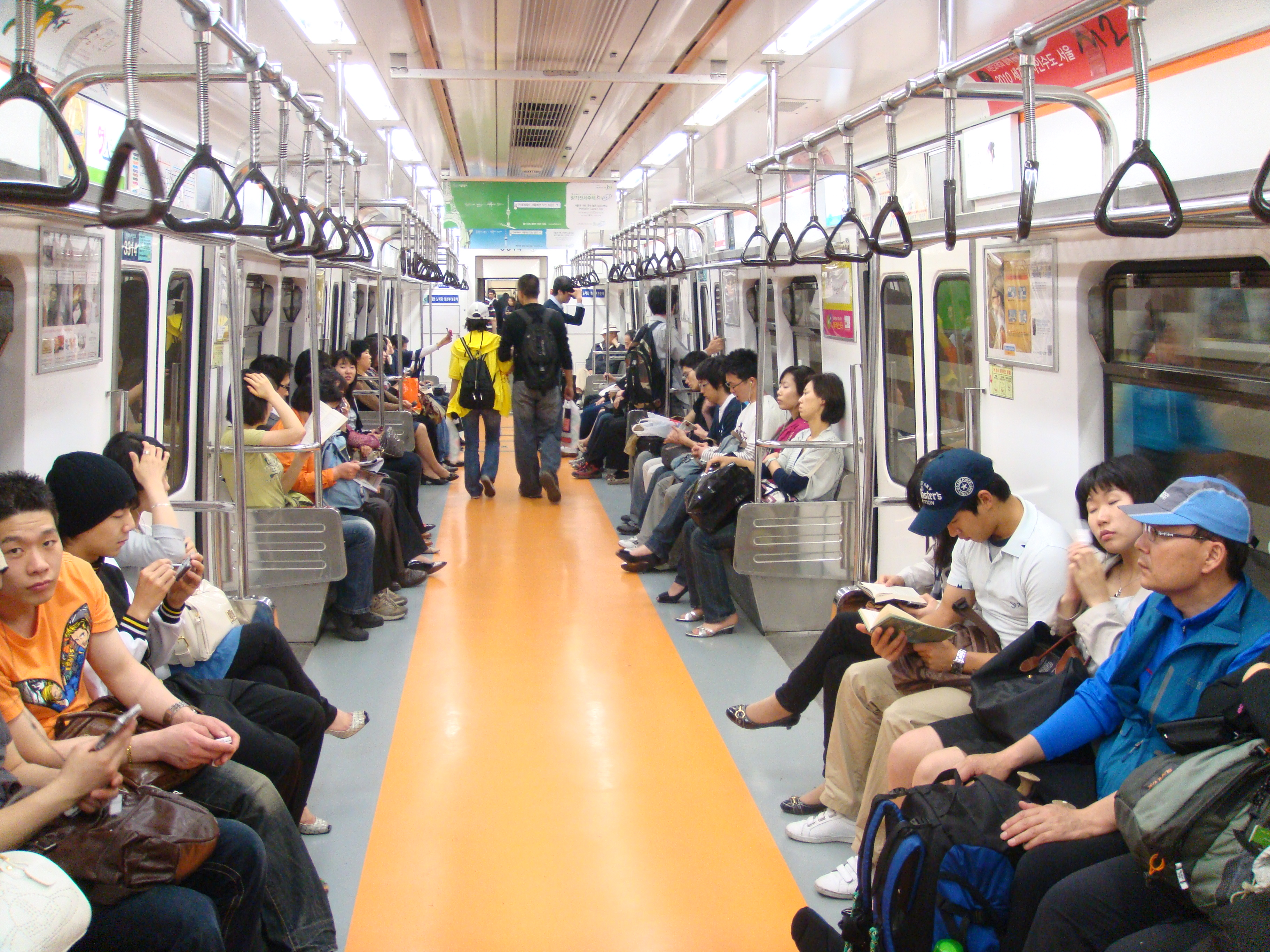
불연재 개조 후 내부